# Uliastaj
Uliastaj (mong. Улиастай; w dawnej polskiej literaturze nazwa zapisywana jako Uliasutaj) – miasto w zachodniej Mongolii, ośrodek administracyjny ajmaku dzawchańskiego.
W 2010 roku liczyło 17,5 tys. mieszkańców. Leży na wysokości około 1750 m n.p.m., nad rzeczką Czingistej Gol. Założony w 1733 w związku z lokalizacją w tym miejscu garnizonu wojsk chińskich, który funkcjonował do ogłoszenia przez Mongolię niepodległości w 1911, a później w okresie 1915–1921. W Uliastaju od założenia twierdzy do likwidacji władzy chińskiej miał swoją główną siedzibę chiński namiestnik rządzący Chałchą (teren dzisiejszej Mongolii Zewnętrznej, bez jej zachodniej części obejmującej rejon Kobdo). Jednocześnie była to stolica jednego z czterech istniejących przed rewolucją w 1921 chałchaskich ajmaków (sajnnojońskiego). Po rewolucji utrzymał status stolicy ajmaku. 
W latach 1925–1927 powstała tu jedna z pierwszych w kraju poliklinik. W latach 80. XX w. działała w mieście fabryka elementów żelbetowych.
Na wschód od miasta zachowały się ślady dawnej twierdzy chińskiej oraz miasteczka handlowego („Majmaczen”). W 1921 twierdza i miasteczko zostały zajęte i zniszczone przez Mongołów.
W mieście są dwa muzea (stan na 2008): muzeum historyczne oraz muzeum poświęcone znanym mieszkańcom ajmaku, a także budynki i świątynie klasztoru lamajskiego z 2003.
W mieście rozwinął się przemysł spożywczy, skórzany oraz włókienniczy.